# Wesseling
Wesseling – miasto położone w zachodnich Niemczech nad Renem, w kraju związkowym Nadrenia Północna-Westfalia, w rejencji Kolonia, w powiecie Rhein-Erft. Liczy 35 116 mieszkańców (2010) i jest podzielone na cztery dzielnice: Mitte, Berzdorf, Keldenich i Urfeld. Pierwsze wzmianki na temat miasta pochodzą z 820 roku.

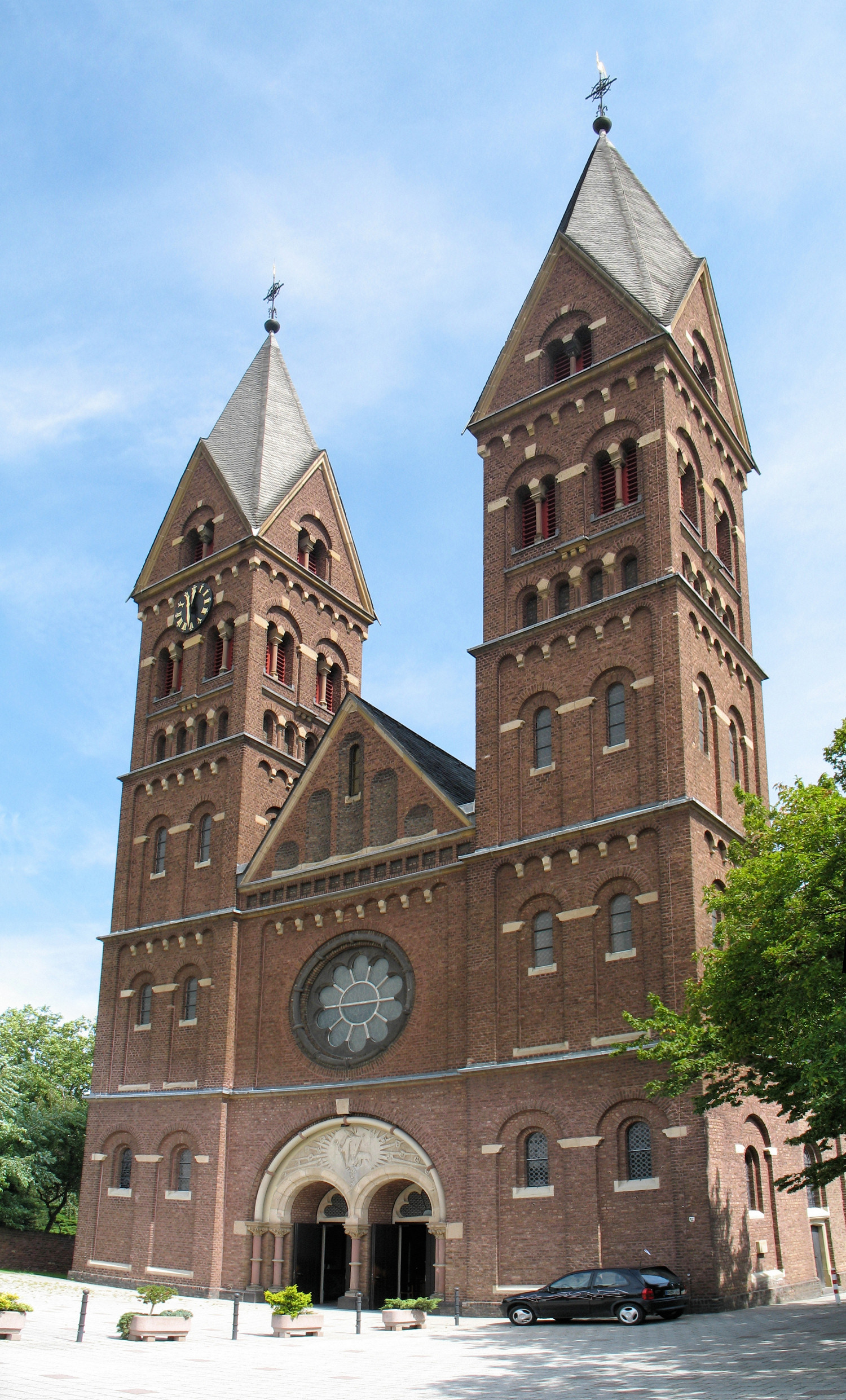
Kościół katolicki

Miasto jest jedno z najbogatszych w Niemczech. Jest dużym ośrodkiem przemysłu chemicznego w Nadrenii Północnej Westfalii i w dzielnicy Berzdorf posiada jedną z największych rafinerii ropy naftowej na świecie. Ponadto w mieście rozwinął się przemysł maszynowy oraz metalowy. W mieście mieści się port rzeczny.

## Współpraca
Miejscowości partnerskie:
- Leuna, Niemcy (Saksonia-Anhalt)
- Pontivy, Francja
- Traunstein, Niemcy (Bawaria)
- West Devon, Wielka Brytania.